# ヨヴィツァ・スタニシッチ
ヨヴィツァ・スタニシッチ（セルビア語:Јовица Станишић / Jovica Stanišić、1950年 -）は、セルビアの元国家保安庁（SDB）（後に国家保安局（RDB））の長官。

## 経歴
1974年、ベオグラード法律大学卒業後、国家保安機関に入る。当初、東部班の防諜将校として働き、ベオグラード国家保安局においてソ連国家保安委員会（KGB）との連絡を担当した。その後、中央機構に移り、ベオグラードの「エクセリシオル」ホテルで、テロリストのカルロスとの交渉に参加した。後に国家保安庁（SDB）の分析局に移り、防諜部の次長にまで出世した。
1987年～1988年の「反官僚革命」時、ゾラン・ヤナチコヴィッチ（Зоран Јанаћковић）に代わり、SDB長官となる。1991年、スタニシッチは、過去の悪名を避けるために、国家保安庁を国家保安局（RDB）に改称した。
1998年10月、スタニシッチはRDB長官を解任された。解任の理由については、スロボダン・ミロシェヴィッチがコソボに対するスタニシッチの立場を好まなかった等、様々な噂が流れた。それにも拘らず、退任後も、スタニシッチは政治的影響力を失わなかった。
2000年の連邦大統領選挙時、スタニシッチも出馬を要請されたが、彼はこれを拒否した。その後、ミロシェヴィッチの息子マルコをパートナーとして、タバコ・ビジネスのディーラーとなった。2003年にセルビア当局によって逮捕され、旧ユーゴスラビア国際戦犯法廷へと引き渡された。一旦は無罪となるも2021年に再審により有罪、懲役12年となる。2023年の控訴審で刑期は15年に延長された。